# بوتش جيمس
بوتش جيمس (بالإنجليزية: Butch James)‏ هو لاعب اتحاد الرغبي جنوب أفريقي، ولد في 8 يناير 1979 في جوهانسبرغ في جنوب أفريقيا.

## وصلات خارجية
- بوتش جيمس على موقع دوري الرغبي الممتاز (الإنجليزية)
- بوتش جيمس عل موقع إسبنسكروم (الإنجليزية)
- بوتش جيمس على موقع ItsRugby.co.uk (الإنجليزية)